# Ляда (ткацтво)

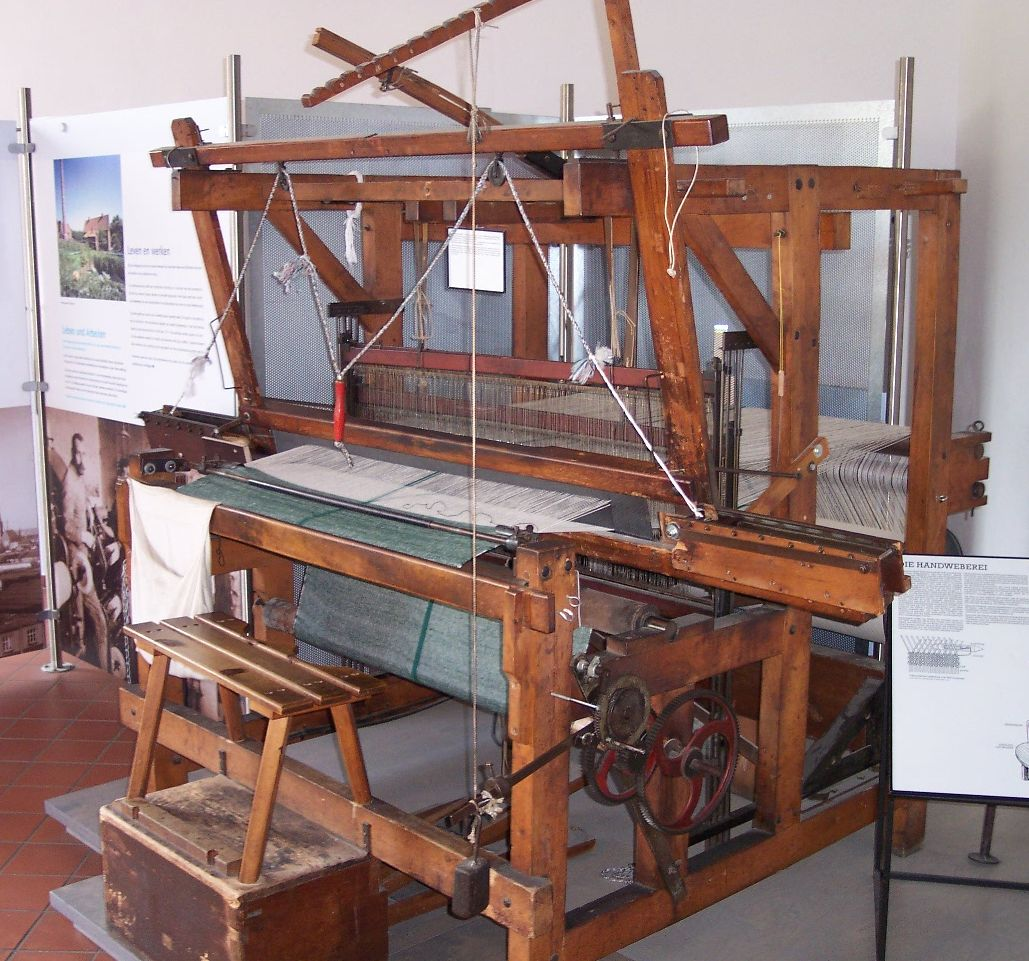
Німецький ручний ткацький верстат. Попереду видно ляду — масивну раму; бердо зняте. Позаду ляди — верхня жердка і нитки начиння. Помітно противагу, за допомогою якої ляда перебуває у нахиленому стані

1. головний (колінчастий) вал
2. кривошип
3. латунний чи чавунний підп'ятник вальниці ковзання
4. шатун
5. довгий бандаж шатуна
6. короткий бандаж шатуна
7. з'єднувальний штифт шатуна
8. підкладка штифта
9. палець
10. вісь хитання
11. кронштейн лопаті
12. лопать («хвіст») ляди
13. регулювальний гвинт
14. кутове з'єднання поперечини з лопаттю
15. поперечина
16. бігова доріжка
17. зміцнювальна планка нижньої частини берда
18. бердо
19. кожух берда
20. кріпильний гвинт

Ля́да (від нім. Lade — «скриня», «шухляда», можливо, через польське посередництво) — частина ткацького верстата, через яку проходять нитки основи і якою прибиваються одна до одної утокові нитки, тобто рама, в якій укріпляється бердо.

## На кроснах
Ляда традиційного ткацького верстата-кросен складається з таких деталей: власне ляди (або рами) — двох горизонтальних дерев'яних брусків, двох хвостів чи ківків (у Галичині відомі як лядобійці) — тонших вертикальних брусків, вставлених в отвори на кінцях горизонтальних, ро́спинки — третього горизонтального бруса над верхнім бруском ляди, що лежить на жердках (поребринах) верстата і прив'язується до них. Нижній брусок нерухомо з'єднаний з хвостами, а верхній може вільно пересуватися по них. На нижньому бруску видовбана поздовжня заглибина, у яке вставляється бердо (блят), після чого притискується згори верхнім бруском, який фіксується клинками — дерев'яними чеками. Через бердо ляди проходять нитки основи.
У гуцулів побутували дещо інші назви частин ляди: сама ляда називалася набівка, хвости — снизьки, роспинка — стріла.
Завдяки рухомому з'єднанню з верхніми брусами рами верстата, ляда може гойдатися взад і вперед на манір гойдалки. Після того, як утік прокладено через зів ниток основи, майстер тягне раму ляди на себе, прибиваючи зубцями берда утокову нитку до прокладеної раніше. До ляди можуть прив'язувати шнур з противагою: коли відпускають раму, вона повертає ляду в первісне положення.
У верстатах з механічним прокладанням човника (летючим човником) до ляди кріпиться дошка, по якій пересувається човник, і коробки по боках, де човник змінює напрямок руху на зворотний.

## Ляда сучасних верстатів
У ляд сучасних механічних ткацьких верстатів бердо розміщується, як правило, у верхній частині, а вісь хитання — внизу. Для приведення ляди в поступальний рух використовується два шатуни з приводом від колінчастого вала, приєднані до верхньої частини рами. На верстатах для виготовлення махрових тканин використовують «ламані» (складені з двох рухомо з'єднаних ланок) шатуни, що уможливлює змінювати їхню довжину для утворення петельок на тканині. Періодична зміна довжини («ламання») керується кулачком на осі хитання ляди (інший варіант — застосування ексцентриків на одному з пальців шатуна).
Окрім шатунного механізму, для надання ляді поступального руху використовуються також кулісний, ексцентриковий і кулачковий механізми.
Ляди відсутні на пневматичних і кругових ткацьких верстатах. На перших бердо урухомлюється стисненим повітрям, у других — воно є нерухомим елементом.

## Галерея

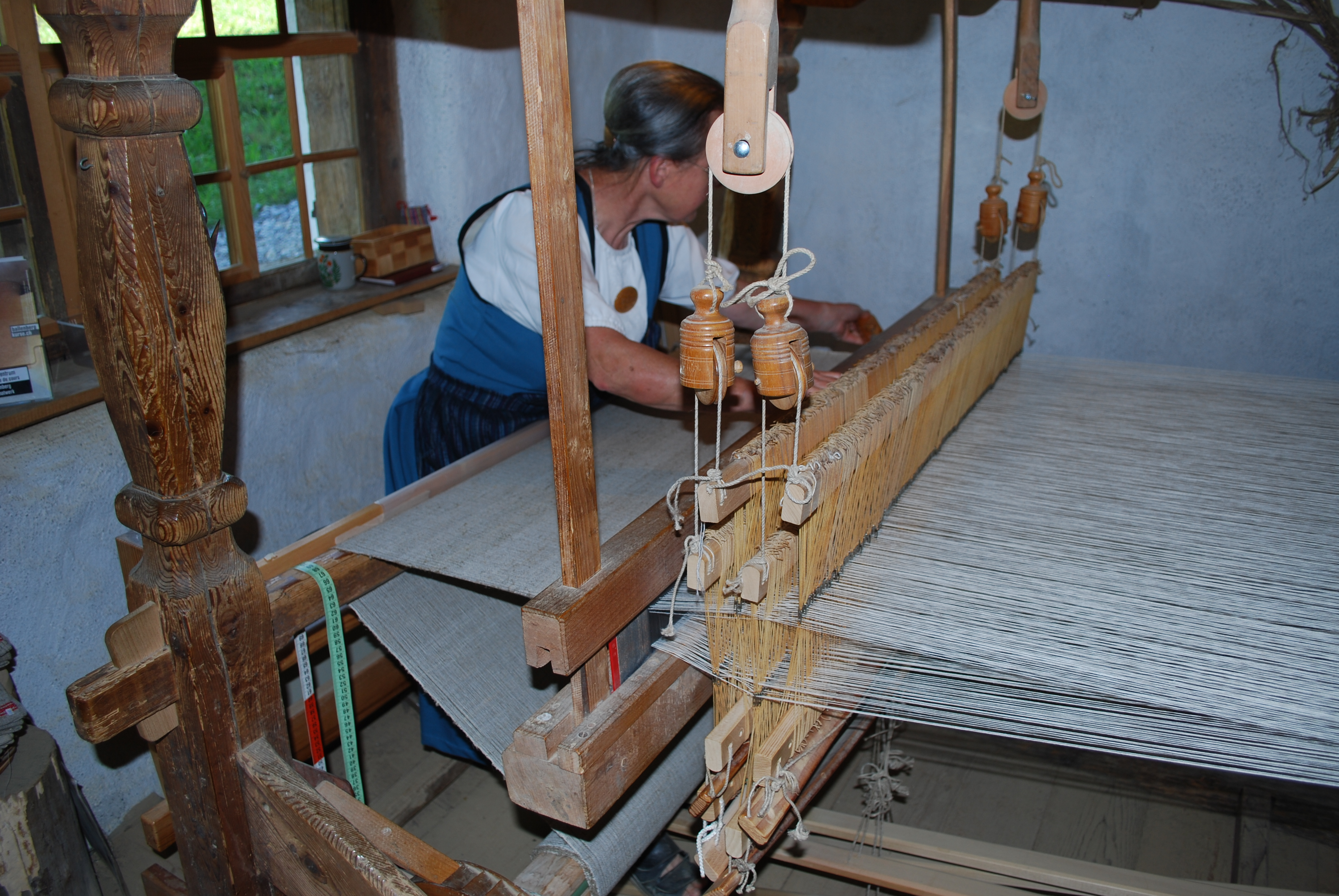
Ляда з верхнім кріпленням
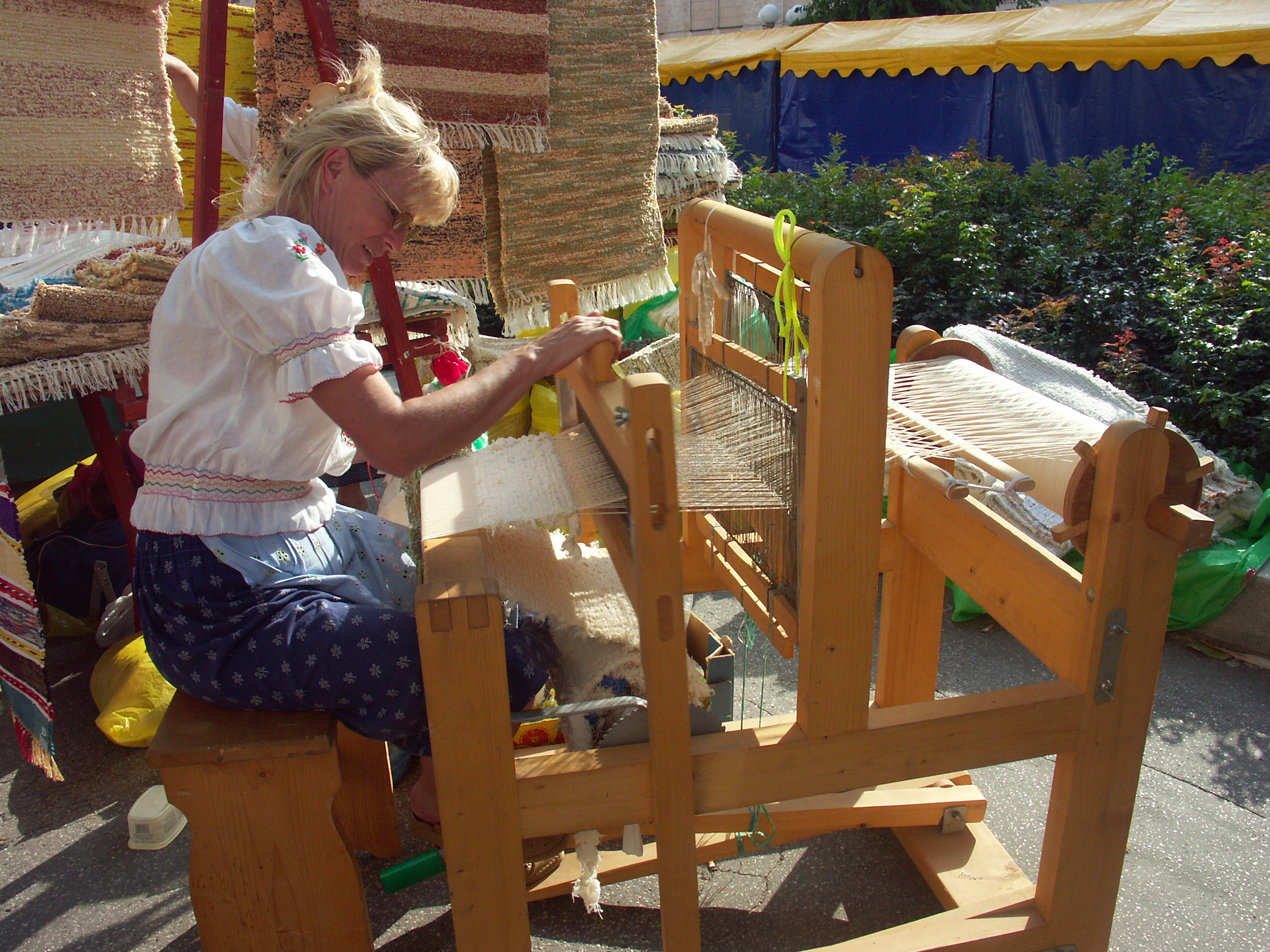
Ляда з нижнім кріпленням
- Робота на верстаті із закріпленою вгорі лядою.
- Робота на верстаті із закріпленою внизу лядою
- Робота ляди механічного автоматизованого верстата.
- Ляди механічних автоматизованих верстатів.